# 雷文半島

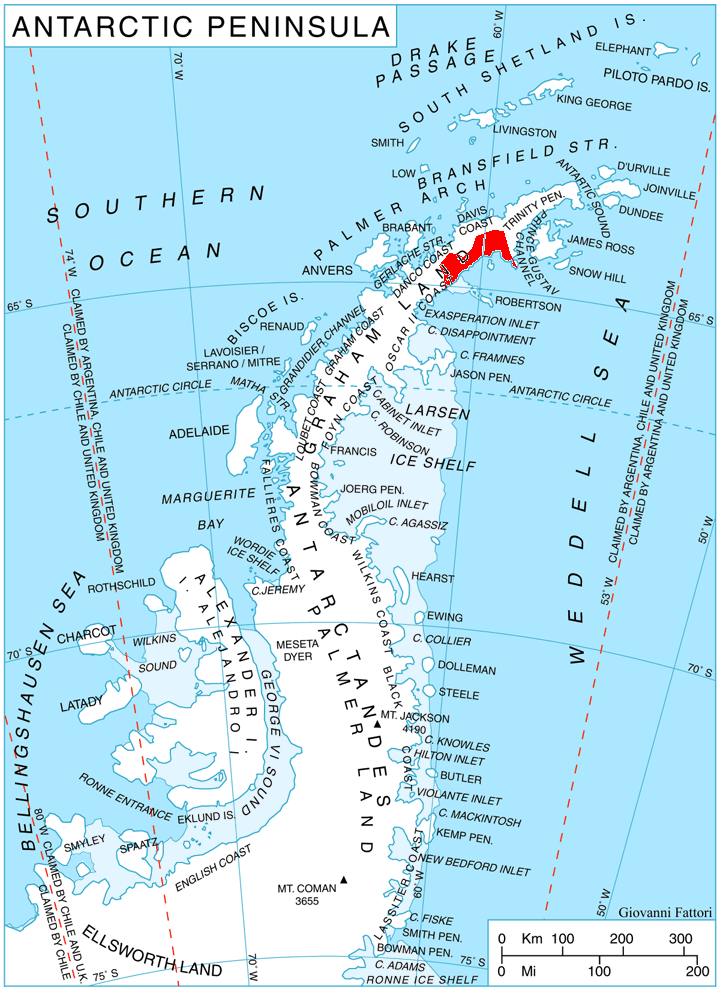

雷文半島（英語：Raven Peninsula），是南極洲的半島，位於葛拉漢地的努登舍爾德海岸，寬5.2公里，北面是奧德林灣，西南面是德西斯拉瓦灣，東南面是沃斯利角，現時由南極條約體系管理。
64°38′00″S 60°23′00″W / 64.63333°S 60.38333°W